# Harding Icefield
Das Harding Icefield ist ein großes Gletschergebiet in den Kenai Mountains auf der Kenai-Halbinsel im US-Bundesstaat Alaska. 
Der südöstliche Teil der Eiskappe liegt im Kenai-Fjords-Nationalpark, der nordwestliche im Kenai National Wildlife Refuge. Benannt wurde das Icefield nach dem US-Präsidenten Warren G. Harding.
Das Gletschergebiet bedeckt eine Fläche von über 780 km². Zusammen mit den 32 Gletschern, deren Nährgebiet das Harding Icefield bildet, beträgt die Fläche 1770 km². Unter anderem haben die Gletscher Exit, Kachemak, Bear, Aialik und Tustumena hier ihren Ursprung. Acht der Gletscher des Icefields münden in Fjorde des Golfs von Alaska.
Nur die Gipfel der Berge der Kenai Mountains ragen wie Inseln aus der Inlandeismasse. Diese von Eis umgebenen Felsen werden in der Glaziologie als „Nunatakker“ bezeichnet.